# 아이언맨
아이언맨(영어: Iron Man)은 미국 만화인 마블 코믹스에 등장하는 슈퍼히어로이다. 스탠 리, 래리 리버가 줄거리를 담당하고 돈 헥과 잭 커비가 그림을 맡았다. 아이언맨은 1963년 3월 서스펜스 이야기 39호에 처음으로 등장한다.

## 소개
부유한 사업계의 거물이자 바람둥이, 기발한 공학자, 천재인 앤서니 에드워드 스타크(영어: Anthony Edward Stark)는 대량살상무기를 실험하던 중 테러단체가 공격을 해 폭탄의 파편이 가슴에 박혀서 심각한 부상을 입었다. 그는 자신의 목숨을 살릴 수 있는 원자로 수트를 입고 테러리스트들의 본거지에서 탈출에 성공했다. 이후 스타크는 그의 회사인 스타크 인더스트리에서 디자인한 무기와 다른 기술적 장치들을 수트에 장착했다. 그는 아이언맨으로서 세계를 보호하기 위해 수트와 그 이후 개량 버전들을 사용했다. 그러나 그는 처음에 진짜 자신의 정체를 숨겼다. 초기에 스탠 리는 아이언맨을 냉전과 관련시켜 만들었고, 미국의 기술과 사업의 역할을 공산주의와의 싸움에 이용하는 것을 표현했다. 아이언맨의 이후 이미지는 재탄생되어 냉전의 주제를 벗어나 테러리즘과 회사범죄를 다루기 시작했다.
초기에 아이언맨은 스탠 리에게 냉전의 주제, 특히 공산주의와의 싸움에서 미국의 기술과 산업의 역할을 탐구하는 매개체였다. 그러나 이후 아이언맨은 냉전의 모티브에서 당시의 현대사안으로 옮겨졌다.
캐릭터 출판 기간 중 대부분의 시간, 아이언맨은 어벤저스의 창립 회원이었고, 그의 만화책 시리즈에서 여러 생을 살기도 했다. 로버트 다우니 주니어가 마블 시네마틱 유니버스에서 이 캐릭터를 맡았다. 2008년 아이언맨을 시작으로, 그는 인크레더블 헐크에서 카메오를 맡았으며, 이후 2편의 아이언맨 영화인 아이언맨 2와 아이언맨 3에서 주인공으로 등장했다. 이후 어벤져스, 어벤져스: 에이지 오브 울트론, 캡틴 아메리카: 시빌 워, 스파이더맨: 홈커밍, 어벤져스: 인피니티 워, 어벤져스: 엔드게임에서도 이 역할을 맡았다.
아이언맨은 IGN의 2011년 "100대 만화 영웅들"에서 12위를 차지했으며, 2012년 "어벤져스 50명" 중 3위를 차지했다.

## 담당 배우
- 아이언맨(2008) - 로버트 다우니 주니어
  - 인크레더블 헐크(2008) - 로버트 다우니 주니어(카메오)
  - 아이언맨 2(2010) - 로버트 다우니 주니어, 데이빈 랜섬(아역)
  - 어벤져스(2012) - 로버트 다우니 주니어
  - 아이언맨 3(2013) - 로버트 다우니 주니어
  - 어벤져스: 에이지 오브 울트론(2015) - 로버트 다우니 주니어
  - 캡틴 아메리카: 시빌 워(2016) - 로버트 다우니 주니어
  - 스파이더맨: 홈커밍(2017) - 로버트 다우니 주니어
  - 어벤져스: 인피니티 워(2018) - 로버트 다우니 주니어
  - 어벤져스: 엔드게임(2019) - 로버트 다우니 주니어

## 담당 성우

### TV 애니메이션
- 마블 슈퍼 히어로즈(1966) - 존 버넌
- 스파이더맨과 그의 놀라운 친구들(1981) - 윌리엄 마셜
- 아이언맨(1994) - 로버트 헤이스
- 스파이더맨(1994) - 로버트 헤이스
- 인크레더블 헐크(1996) - 로버트 헤이스
- 어벤져스: 하나가 된 영웅들(1999) - 프랜시스 디어카우스키
- 판타스틱 포: 세계 최고의 영웅들(2006) - 데이비드 케이
- 아이언맨: 아머 어드벤처(2009) - 에이드리언 페트리우
- 슈퍼 히어로 스쿼드(2009) - 톰 케니
- 어벤저스: 지구 최강의 영웅들(2010) - 에릭 루미스
- 아이언맨(2010) - 후지와라 케이지, 에이드리언 패스더
- 얼티밋 스파이더맨(2012) - 에이드리언 패스더
- 레고 마블 슈퍼 히어로즈: 맥시멈 오버로드(2013) - 에이드리언 패스더
- 어벤져스 어셈블(2012) - 에이드리언 패스더, 믹 윙거트
  - 가디언즈 오브 갤럭시(2015) - 믹 윙거트
- 디스크 전사 어벤져스(2014) - 하나와 에이지, 매슈 머서
- 마블 퓨처 어벤저스(2017) - 하나와 에이지, 믹 윙거트

### 비디오 게임
- 마블 슈퍼 히어로즈(1995) - 크리스 브리튼
- 마블 대 캡콤 2(2000) - 크리스 브리튼
  - 마블 대 캡콤 3(2011) - 에릭 루미스
  - 마블 대 캡콤: 인피니트(2017) - 에릭 루미스
- 퍼니셔(2005) - 존 사이건
- 마블 네메시스: 라이즈 오브 임퍼펙츠(2005) - 데이비드 케이
- 마블 얼티밋 얼라이언스(2006) - 존 사이건
  - 마블 얼티밋 얼라이언스 2(2009) - 크리스핀 프리먼
  - 마블 얼티밋 얼라이언스 3: 블랙 오더(2019) - 에릭 루미스
- 아이언맨(2008) - 스티븐 스탠턴
  - 인크레더블 헐크(2008) - 스티븐 스탠턴
  - 아이언맨 2(2010) - 에릭 루미스
- 마블 슈퍼 히어로 스쿼드(2009) - 톰 케니
  - 마블 슈퍼 히어로 스쿼드: 인피니티 건틀렛(2010) - 톰 케니
  - 마블 슈퍼 히어로 스쿼드 온라인(2011) - 톰 케니
- 마블 히어로즈(2013) - 마크 워든
- 레고 마블 슈퍼 히어로즈(2013) - 에이드리언 패스더
  - 레고 마블 어벤저스(2016) - 로버트 다우니 주니어
  - 레고 마블 슈퍼 히어로즈 2(2017) - 존 슈와브
- 디즈니 인피니티: 마블 슈퍼 히어로즈(2014) - 에이드리언 패스더
- 마블 어벤저스 아카데미(2016) - 데이브 프랭코
- 마블 배틀라인(2018) - 믹 윙거트
- 마블 어벤져스(2020) - 놀런 노스
- 마블 퓨처 레볼루션(2021) - 에릭 루미스
- 마블 미드나이트 선즈(2022) - 조시 키턴

## 같이 보기
- 워 머신
- 어벤저스
- 아이언맨의 아머